# Llista de centrals nuclears de França
La Llista de centrals nuclears de França es compon de 58 reactors actius el 2006 en 19 centrals nuclears en explotació, un reactor de neutrons ràpids experimental, 12 reactors que han deixat de funcionar, 2 centrals en curs de desmantellament i 3 magatzems de materials radioactiu.

Centrals, antigues centrals i magatzems nuclears de França

Al voltant del 80% de l'energia elèctrica francesa té l'origen en l'energia nuclear.

## Centrals en actiu
Les centrals actives actualment són
| Nom                              | Reactors en servei | Departament     | Posada en servei |
| -------------------------------- | ------------------ | --------------- | ---------------- |
| Central Nuclear de Civaux        | 2 REP de 1 495 MWe | Vienne          | 1998             |
| Central Nuclear de Chooz         | 2 REP de 1 450 MWe | Ardenes         | 1996             |
| Central Nuclear de Penly         | 2 REP de 1 300 MWe | Sena Marítim    | 1990 à 1992      |
| Central Nuclear de Golfech       | 2 REP de 1 300 MWe | Tarn-et-Garonne | 1991 à 1994      |
| Central Nuclear de Nogent        | 2 REP de 1 300 MWe | Aube            | 1988 à 1989      |
| Central Nuclear de Belleville    | 2 REP de 1 300 MWe | Cher            | 1988 à 1989      |
| Central Nuclear de Cattenom      | 4 REP de 1 300 MWe | Mosel·la        | 1987 à 1992      |
| Central Nuclear de Saint-Alban   | 2 REP de 1 300 MWe | Isèra           | 1986 à 1987      |
| Central Nuclear de Flamanville   | 2 REP de 1 300 MWe | Manche          | 1986 à 1987      |
| Central Nuclear de Cruas         | 4 REP de 900 MWe   | Ardecha         | 1984 à 1985      |
| Central Nuclear de Paluel        | 4 REP de 1 300 MWe | Sena Marítim    | 1985 à 1986      |
| Central Nuclear de Blayais       | 4 REP de 900 MWe   | Gironda         | 1981 à 1983      |
| Central Nuclear de Gravelines    | 6 REP de 900 MWe   | Nord            | 1980 à 1985      |
| Central Nuclear de Dampierre     | 4 REP de 900 MWe   | Loiret          | 1980 à 1981      |
| Central Nuclear de Tricastin     | 4 REP de 900 MWe   | Droma           | 1980 à 1981      |
| Central Nuclear de Fessenheim    | 2 REP de 900 MWe   | Haut-Rhin       | 1978             |
| Central Nuclear de Bugey         | 4 REP de 900 MWe   | Ain             | 1979             |
| Central Nuclear de Saint-Laurent | 2 REP de 900 MWe   | Loir-et-Cher    | 1983             |
| Central Nuclear de Chinon        | 4 REP de 900 MWe   | Indre-et-Loire  | 1984             |

## Central en construcció
| Nom                            | Reactor en servei  | Departament | Posada en servei |
| ------------------------------ | ------------------ | ----------- | ---------------- |
| Central Nuclear de Flamanville | 1 EPR de 1 650 MWe | Manche      | 2012             |

## Central en projecte
| Nom                      | Reactor en servei  | Departament  | Posada en servei |
| ------------------------ | ------------------ | ------------ | ---------------- |
| Central Nuclear de Penly | 1 EPR de 1 650 MWe | Sena Marítim | 2017             |

## Centrals en procés de desmantellament
| Nom                                          | Municipi            | Departament      | Reactors                     | Posada en servei | Aturada      |
| -------------------------------------------- | ------------------- | ---------------- | ---------------------------- | ---------------- | ------------ |
| Central Nuclear de Creys-Malville            | Creys-Malville      | Isèra            | Reactor de neutrons ràpids   | 1986             | 1998         |
| Central Nuclear de Bugey                     | Saint-Vulbas        | Ain              | grafit i gas                 | 1972             | 1994         |
| Central Nuclear de Saint-Laurent-des-Eaux    | Saint-Laurent-Nouan | Loir-et-Cher     | grafit i gas                 | 1969, 71         | 1990, 92     |
| Central Nuclear de Brennilis (Monts d'Arrée) | Brennilis           | Finistère        | gas i aigua pesant           | 1968             | 1985         |
| Central Nuclear de Chooz-A                   | Chooz               | Ardenes          | Reactor d'aigua presuritzada | 1967             | 1991         |
| Central Nuclear de Chinon                    | Avoine              | Indre-et-Loire - | grafit i gas                 | 1963, 65, 66     | 1973, 85, 90 |
| Central Nuclear de Marcoule                  | Chusclan            | Gard             | grafit i gas                 | 1956, 59, 60     | 1968, 80, 84 |